# TransAlta
TransAlta, anciennement Calgary Power, est une entreprise canadienne qui fait partie de l'indice S&P/TSX 60.

## Historique
Elle possède, entre autres, une grande centrale électrique au charbon à Centralia (Washington) aux États-Unis qui doit fermer en 2025 ainsi que la mine de charbon de Centralia de 2000 à sa fermeture en 2006.

## Principaux actionnaires
Au 22 mars 2020.
| Brookfield Asset Management | 8,53% |
| BMO Asset Management        | 6,73% |
| Luminus Management          | 6,30% |
| Bluescape Energy Partners   | 5,96% |
| CIBC Asset Management       | 5,56% |
| Royal Bank of Canada        | 5,01% |
| Mangrove Partners           | 4,69% |
| TCI Fund Management         | 4,45% |
| FIAM                        | 4,12% |
| The Vanguard Group          | 2,76% |